# Lijst van vicepresidenten van Tanzania
Dit is een lijst van vicepresidenten van Tanzania. In de periode 1964 tot 1995 waren er een eerste en een tweede vicepresident. Sinds 1995 is er een vicepresident.

## Vicepresidenten
| Eerste vicepresident | Eerste vicepresident          | Ambtstermijn    | Ambtstermijn     | President         | Partij | Partij |
| -------------------- | ----------------------------- | --------------- | ---------------- | ----------------- | ------ | ------ |
|                      | Abeid Karume (1905–1972)      | 29 oktober 1964 | 7 april 1972     | Julius Nyerere    |        | ASP    |
|                      | Aboud Jumbe (1920–2016)       | 7 april 1972    | 30 januari 1984  | Julius Nyerere    |        | ASP    |
|                      | Aboud Jumbe (1920–2016)       | 7 april 1972    | 30 januari 1984  | Julius Nyerere    | CCM    |        |
|                      | Ali Hassan Mwinyi (1925–2024) | 30 januari 1984 | 24 oktober 1985  | Julius Nyerere    |        | CCM    |
|                      | Joseph Warioba (1940–)        | 5 november 1985 | 9 november 1990  | Ali Hassan Mwinyi |        | CCM    |
|                      | John Malecela (1934–)         | 9 november 1990 | 5 december 1994  | Ali Hassan Mwinyi |        | CCM    |
|                      | Cleopa Msuya (1931–)          | 5 december 1994 | 27 november 1995 | Ali Hassan Mwinyi |        | CCM    |

| Tweede vicepresident | Tweede vicepresident          | Ambtstermijn    | Ambtstermijn     | President         | Partij | Partij |
| -------------------- | ----------------------------- | --------------- | ---------------- | ----------------- | ------ | ------ |
|                      | Rashidi Kawawa (1926–2009)    | 26 april 1964   | 13 februari 1977 | Julius Nyerere    |        | TANU   |
|                      | Idris Abdul Wakil (1925–2000) | 24 oktober 1985 | 25 oktober 1990  | Ali Hassan Mwinyi |        | CCM    |
|                      | Salmin Amour (1942–)          | 25 oktober 1990 | 27 november 1995 | Ali Hassan Mwinyi |        | CCM    |

| Vicepresident  | Vicepresident                | Ambtstermijn     | Ambtstermijn    | President      | Partij | Partij |
| -------------- | ---------------------------- | ---------------- | --------------- | -------------- | ------ | ------ |
|                | Omar Ali Juma (1941–2001)    | 28 november 1995 | 4 juli 2001     | Benjamin Mkapa |        | CCM    |
|                | Ali Mohamed Shein (1948–)    | 13 juli 2001     | 3 november 2010 | Benjamin Mkapa |        | CCM    |
| Jakaya Kikwete | Ali Mohamed Shein (1948–)    | 13 juli 2001     | 3 november 2010 |                |        | CCM    |
|                | Mohamed Gharib Bilal (1945–) | 6 november 2010  | 5 november 2015 |                | CCM    |        |
|                | Samia Suluhu (1960–)         | 5 november 2015  | 19 maart 2021   | John Magufuli  |        | CCM    |
|                | Philip Mpango (1957–)        | 31 maart 2021    |                 | Samia Suluhu   |        | CCM    |